# Список умерших в 734 году

## Июль
- 13 июля — Святая Милдрит, англосаксонская аббатиса, настоятельница монастыря Минстер-на-Танете.
- 30 июля — Татвин, 9-й архиепископ Кентерберийский (731—734).

## Ноябрь
- 27 ноября — Бильхильда Альтмюнстерская, супруга одного из правителей Вюрцбургского герцогства, основательница и первая аббатиса Альтмюнстерского монастыря, католическая святая.

## Дата смерти неизвестна или требует уточнения
- Бильге-хан Богю, каган Восточно-тюркского каганата (716—734).
- Паредео, лангобардский герцог Виченцы.
- Пётр Афонский, христианский подвижник, аскет, отшельник, афонский пустынник, святой Православной и Католической церквей.
- Поппо, король Фризии (719—734).
- Хасав-Чан-Кавиль I, 26-й правитель древнего майяского царства Мутуль со столицей в Тикале (682—734).